# مالیننگک
مالیننگک (به لاتین: Malinnik) یک منطقهٔ مسکونی در لهستان است که در گمینا میوومون واقع شده‌است.